# Two Sentence Horror Stories
Two Sentence Horror Stories é uma antologia americana de uma série de terror. Ela foi adquirida pelo The CW para uma exibição nos Estados Unidos em meados de 2019 e estreou em 8 de agosto de 2019,  Em 14 de maio de 2020, The CW renovou a série para uma segunda temporada, que estreou em 12 de janeiro de 2021. Em 17 de setembro de 2020, a série foi renovada para uma terceira temporada.

No Brasil a serie chegou exclusivamente pelo HBO Max em 26 de agosto de 2021, com suas 2 temporadas.

## Premissa
A primeira temporada consiste em nove episódios de 20 minutos, cada um com um enredo e personagens independentes. A série começou como uma série de cinco curtas-metragens antes de ser adaptada pela CW como uma série regular.

## Episódios
| Temporada | Temporada | Episódios | Episódios | Originalmente exibido | Originalmente exibido   |
| Temporada | Temporada | Episódios | Episódios | Estreia da temporada  | Final da temporada      |
| --------- | --------- | --------- | --------- | --------------------- | ----------------------- |
|           | 1         | 10        | 10        | 8 de agosto de 2019   | 19 de setembro de 2019  |
|           | 2         | 10        | 10        | 12 de janeiro de 2021 | 16 de fevereiro de 2021 |